# Philereme vetustata
Philereme vetustata är en fjärilsart som beskrevs av Otto Staudinger 1897. Philereme vetustata ingår i släktet Philereme och familjen mätare. Inga underarter finns listade i Catalogue of Life.